# Steinfort
Steinfort är en kommun och en stad i västra Luxemburg.   Den ligger i kantonen Capellen och distriktet Luxemburg, i den sydvästra delen av landet, 16 kilometer väster om huvudstaden Luxemburg. Antalet invånare är 4 700. Arean är 12,2 kvadratkilometer. Kommunhuvudort är Steinfort. 
Steinfort gränsar till Hobscheid, Koerich, Mamer, Garnich, Käerjeng och Arlon. 
Terrängen i Steinfort är platt.

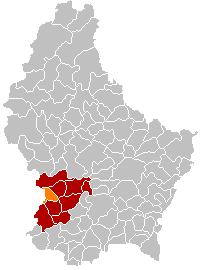
Hela kartan är landet Luxemburg. Steifort är markerat med orange.

Omgivningarna runt Steinfort är en mosaik av jordbruksmark och naturlig växtlighet. Runt Steinfort är det ganska tätbefolkat, med 214 invånare per kvadratkilometer.